# À bas les tyrans
 (septembre 2023).
À bas les tyrans, « journal antimaçonnique », périodique français dirigé par Paul Copin-Albancelli et Louis Dasté (pseudonyme d'André Baron).

## Historique
Le dernier numéro (79) parait en octobre 1902 soit un an après l'avant dernier. Par la suite, il devient La Bastille (Paris, 1902). Elle compta parmi ses secrétaires Albert Jacquin.